# Comuna Cilibia, Buzău
Cilibia este o comună în județul Buzău, Muntenia, România, formată din satele Cilibia (reședința), Gara Cilibia, Mânzu, Movila Oii și Poșta.

## Așezare
Comuna se află în estul județului, în Câmpia Bărăganului, pe malul drept al râului Buzău. Ea este străbătută de șoseaua națională DN2B care leagă Buzăul de Brăila, șosea din care se ramifică în satul de reședință șoseaua județeană DJ203I, care o leagă de orașul Pogoanele și mai departe de comuna Gârbovi din județul Ialomița. Prin comună trece și calea ferată Buzău–Brăila, pe care este deservită de gara Cilibia.

## Demografie
Componența etnică a comunei Cilibia
     Români (67,91%)
     Romi (22,03%)
     Alte etnii (0,18%)
     Necunoscută (9,88%)
Componența confesională a comunei Cilibia
     Ortodocși (89,2%)
     Alte religii (0,61%)
     Necunoscută (10,19%)
Conform recensământului efectuat în 2021, populația comunei Cilibia se ridică la 1.639 de locuitori, în scădere față de recensământul anterior din 2011, când fuseseră înregistrați 1.864 de locuitori. Majoritatea locuitorilor sunt români (67,91%), cu o minoritate de romi (22,03%), iar pentru 9,88% nu se cunoaște apartenența etnică. Din punct de vedere confesional, majoritatea locuitorilor sunt ortodocși (89,2%), iar pentru 10,19% nu se cunoaște apartenența confesională.

## Politică și administrație
Comuna Cilibia este administrată de un primar și un consiliu local compus din 11 consilieri. Primarul, Ioana Toma[*], de la Partidul Național Liberal, este în funcție din 1 noiembrie 2024. Începând cu alegerile locale din 2024, consiliul local are următoarea componență pe partide politice:
|  | Partid                          | Consilieri | Componența Consiliului | Componența Consiliului | Componența Consiliului | Componența Consiliului |
|  | ------------------------------- | ---------- | ---------------------- | ---------------------- | ---------------------- | ---------------------- |
|  | Partidul Social Democrat        | 4          |                        |                        |                        |                        |
|  | Partidul Național Liberal       | 4          |                        |                        |                        |                        |
|  | Alianța Dreapta Unită           | 2          |                        |                        |                        |                        |
|  | Alianța pentru Unirea Românilor | 1          |                        |                        |                        |                        |

## Istorie
La sfârșitul secolului al XIX-lea, comuna Cilibia făcea parte din plasa Câmpului din județul Buzău, și era formată din cătunele Cilibia, Mânzu, Movila Oii și Poșta, având 1330 de locuitori care trăiau în 268 de case. Satele Movila Oii și Mânzu au fost înființate după 1830, celelalte două datând din timpul lui Alexandru Vodă Ipsilanti. În comună funcționau o moară cu aburi, 3 stâne, 3 biserici și o școală cu 75 de elevi (din care 3 fete). De asemenea, comuna avea gară pe calea ferată Buzău–Brăila, unde se făcea un intens comerț cu cereale. În 1925, comuna este consemnată în aceeași componență și în aceeași plasă, cu 1800 de locuitori. În 1931, a fost înființată temporar și comuna Movila Oii, prin detașarea satului Movila Oii de comuna Cilibia, dar în scurt timp satul a revenit la comuna Cilibia.
În 1950, a fost inclusă în raionul Pogoanele din regiunea Buzău și apoi, după 1952, în raionul Buzău din regiunea Ploiești. În 1968, a fost rearondată județului Buzău, reînființat; în 1968, pe lista satelor comunei apare și Gara Cilibia, așezare apărută în jurul stației de cale ferată.